# Martin Albert (Rat)
Martin Albert (* 1. November 1642; † 8. Oktober 1718) war ein königlich-polnischer und kurfürstlich-sächsischer Rat, Kreissteuereinnehmer im Erzgebirge und Bürgermeister von Freiberg.

## Leben und Wirken
Albert wurde von einem einflussreichen Ratsmitglied in Freiberg adoptiert und gelangte so zu Reichtum, der ihm die Erwerbung von vier Rittergütern im Erzgebirge und Vogtland ermöglichte. Gemeinsam mit dem Amtmann Georg Andreas Conradi aus Dresden, dem Handelsmann Johann Schwabe aus Leipzig und dem sächsischen Kobaltinspektor Michael Francke aus Schneeberg gründete Albert mit Vertrag vom 10. November 1696 die Messinghandels-Sozietät, die das Messingwerk Niederauerbach bis ins 19. Jahrhundert leiten sollte. 12 Jahre lang war er Bürgermeister in der Bergstadt Freiberg.
Seine Tochter Johanna Catharina war ab 1692 Ehefrau des kursächsischen Oberamtmanns Ernst Friedrich Meurer in Tennstedt.